# Linden (Arizona)
Pour les articles homonymes, voir Linden.
Linden est une census-designated place du comté de Navajo, dans l'État de l'Arizona, aux États-Unis. En 2020, elle compte une population de 2 760 habitants.